# Scopula virginea
Scopula virginea är en fjärilsart som beskrevs av W. Warren 1897. Scopula virginea ingår i släktet Scopula och familjen mätare. Inga underarter finns listade.